# La Creu de l'Estany
La Creu de l'Estany és una muntanya de 86 metres a cavall dels municipis de Fontanilles i Ullastret, a la comarca catalana del Baix Empordà.